# Edward Mark Lohse
Edward Mark Lohse (McKean, 23 novembre 1961) è un vescovo cattolico statunitense, dal 23 maggio 2023 vescovo di Kalamazoo e dal 14 giugno 2024 amministratore apostolico di Steubenville.

## Biografia
Edward Mark Lohse è nato a McKean, in Pennsylvania, il 23 novembre 1961 ed è il sesto dei sette figli di Edward Lohse e Ida (nata Dedrick).

### Formazione e ministero sacerdotale
Ha ricevuto l'istruzione primaria presso la Our Lady of Peace School di Mill Creek, in Pennsylvania. Nel 1980 ha conseguito il diploma di liceo presso la Cathedral Preparatory School di Erie. Nel maggio del 1984 ha ottenuto il Bachelor of Arts summa cum laude in storia presso la Gannon University di Erie. Tempo prima, era entrato nel seminario universitario "San Marco" di Erie. Dal 1984 al 1988 ha compiuto gli studi ecclesiastici presso il seminario "San Vincenzo" di Latrobe concludendoli con un Master of Divinity nel maggio del 1987.
Da seminarista ha collaborato nella pastorale delle parrocchie di Santa Teresa d'Avila a Union City nell'estate del 1986 e di San Tommaso Apostolo a Corry dal 1987 al 1988. Il 22 ottobre 1988 è stato ordinato diacono per la diocesi di Erie nella chiesa di San Tommaso Apostolo a Corry. Nei mesi seguenti ha mantenuto la collaborazione con quest'ultima parrocchia. Il 21 aprile dell'anno successivo è stato ordinato presbitero nella cattedrale di San Pietro a Erie da monsignor Michael Joseph Murphy. In seguito è stato vicario parrocchiale della parrocchia di San Tommaso Apostolo a Corry dal 1989 al 1990. Dal 1990 al 1995 ha quindi esercitato il ministero nel campus della Central Catholic High School a DuBois nella quale ha anche insegnato teologia, tedesco e latino. Nel 1993 è inoltre divenuto professore a contratto presso la Gannon University di Erie. In seguito è stato direttore dell'ufficio vocazioni dal 1995 al 2000. Nel 2000 è stato inviato a Roma per studi. Nel giugno del 2002 ha conseguito la licenza in diritto canonico summa cum laude presso la Pontificia Università Gregoriana. Ha prestato servizio come assistente cancelliere vescovile dal 2001 al 2002; nuovamente come direttore dell'ufficio vocazioni dal 2002 al 2010; vice-cancelliere vescovile dal 2002 al 2007 e cancelliere vescovile dal 2007 al 2010. Nel 2010 ha ottenuto un Doctor of Divinity presso il seminario "San Vincenzo" di Latrobe.
Nel 2010 è entrato in servizio presso la Congregazione per il clero. È divenuto anche membro aggiunto della facoltà del Pontificio collegio americano del Nord. Nel 2015 ha ricevuto il titolo onorifico di cappellano di Sua Santità e nel dicembre dello stesso anno ha concluso il suo servizio nel dicastero. Nel giugno del 2016 ha conseguito il dottorato in diritto canonico summa cum laude presso la Pontificia Università Gregoriana a Roma.
Tornato in patria è stato vicario episcopale per i servizi canonici dal 2016 al 2017; vicario generale, moderatore della curia e direttore dell'ufficio per la protezione dell'infanzia e della gioventù dal 2017 e parroco della parrocchia di Santa Giulia a Erie.

### Ministero episcopale
Il 23 maggio 2023 papa Francesco lo ha nominato vescovo di Kalamazoo. Ha ricevuto l'ordinazione episcopale il 25 luglio successivo nella cattedrale di Sant'Agostino a Kalamazoo dall'arcivescovo metropolita di Detroit Allen Henry Vigneron, co-consacranti il vescovo emerito di Kalamazoo Paul Joseph Bradley e il vescovo di Erie Lawrence Thomas Persico. Durante la stessa celebrazione ha preso possesso della diocesi.
Dal 14 giugno 2024 ricopre anche l'ufficio di amministratore apostolico di Steubenville.
In seno alla Conferenza dei vescovi cattolici degli Stati Uniti è membro del comitato per gli affari canonici.

## Genealogia episcopale
La genealogia episcopale è:
- Cardinale Scipione Rebiba
- Cardinale Giulio Antonio Santori
- Cardinale Girolamo Bernerio, O.P.
- Arcivescovo Galeazzo Sanvitale
- Cardinale Ludovico Ludovisi
- Cardinale Luigi Caetani
- Cardinale Ulderico Carpegna
- Cardinale Paluzzo Paluzzi Altieri degli Albertoni
- Papa Benedetto XIII
- Papa Benedetto XIV
- Papa Clemente XIII
- Cardinale Marcantonio Colonna
- Cardinale Giacinto Sigismondo Gerdil, B.
- Cardinale Giulio Maria della Somaglia
- Cardinale Carlo Odescalchi, S.I.
- Cardinale Costantino Patrizi Naro
- Cardinale Lucido Maria Parocchi
- Papa Pio X
- Cardinale Gaetano De Lai
- Cardinale Raffaele Carlo Rossi, O.C.D.
- Cardinale Amleto Giovanni Cicognani
- Cardinale Pio Laghi
- Cardinale Adam Joseph Maida
- Arcivescovo Allen Henry Vigneron
- Vescovo Edward Mark Lohse